# Elecciones generales de la República Dominicana de 2016
Las elecciones generales (presidenciales, congresuales, municipales y de diputados de ultramar) de la República Dominicana de 2016 se celebraron el domingo 15 de mayo de 2016, de forma simultánea en todo el territorio de ese país. Fue la primera elección desde el año 1994 donde todas las autoridades públicas fueron elegidas de forma simultánea, y la primera en la historia sociopolítica dominicana en que todas sus autoridades han sido elegidas de forma simultánea y directa.
Participaron  26 partidos políticos, 1 movimiento provincial y 7 movimientos municipales en la elección directa de 4,213 cargos públicos dentro del Poder Ejecutivo y Legislativo, entre los que se encuentran:
- El Presidente y Vicepresidente de la República;
- A nivel congresual, 32 senadores, 190 diputados (178 por representación proporcional, 7 diputados de ultramar y 5 diputados nacionales) y 20 representantes ante el Parlamento Centroamericano (Parlacen) con sus 20 suplentes;
- A nivel municipal, 158 alcaldes y vicealcaldes, 1,164 regidores ("concejales" en otros países) y sus suplentes, además de 234 directores y 730 vocales para los distritos municipales, y alcaldes pedáneos para las secciones rurales.

Fueron elegidos de forma indirecta los diputados de ultramar (representantes de las seccionales de dominicanos en el extranjero), ministros y viceministros a través de la boleta de elección presidencial; y regidores y vocales de juntas municipales a través de las elecciones de alcaldes/vicealcaldes y directores/subdirectores en los municipios.
Según las leyes dominicanas, las elecciones de las autoridades públicas se realizan el segundo domingo de mayo de cada año electivo (cada cuatro años) y el órgano encargado del diseño, ejecución y desarrollo del Plan Electoral es la Junta Central Electoral, creada por mandato constitucional. La legislación de República Dominicana también establece que para alcanzar la presidencia un candidato debe superar la mayoría absoluta (50% + 1) de los votos válidos, para evitar una segunda vuelta electoral, que se celebraría el segundo domingo de junio del mismo año electivo.
Estas elecciones presentaron la particularidad de que por vez primera participaron mujeres como candidatas presidenciales, además de que hubo tres candidatos presidenciales cuyos padres también fueron candidatos a presidente en elecciones anteriores (Wessin, Abinader y Castillo). Además, todos los candidatos (con la excepción de Medina y Wessin) fueron de origen cibaeño.

## Elecciones presidenciales

### Antecedentes

#### Presidencia de Danilo Medina
En las elecciones presidenciales del año 2012, Danilo Medina derrotó en primera vuelta al ingeniero Hipólito Mejía, candidato principal de la oposición por el Partido Revolucionario Dominicano (PRD) y sus aliados, en una contienda en la que también participaron Guillermo Moreno, por el partido Alianza País (ALPAIS), Eduardo Estrella, por el partido Dominicanos por el Cambio (DxC), Max Puig por la Alianza por la Democracia (APD) y Julián Serulle por el Frente Amplio (antiguo MIUCA).
El gobierno del presidente Danilo Medina, el tercer gobierno consecutivo del PLD, obtuvo gran aceptación popular desde sus inicios por las políticas sociales y económicas que tomó el presidente, entre ellas:
- El Pacto Educativo: otorgó el 4% del PIB a la educación (reclamo que llevaba varios años), realizó los sorteos para la construcción de miles de escuelas por todo el país, realizó un programa de alfabetización nacional ("Quisqueya Aprende Contigo") que acogió al 99% de los analfabetas en el país,[3] y extendió las horas de clase de dos tandas de 4 horas a una tanda de 8 horas.
- El Pacto Fiscal.
- El Pacto Eléctrico: inició la renegociación de los contratos con las empresas eléctricas, dio inicio a la construcción de dos plantas a carbón en Punta Catalina de 769.8 mW, así como varios parques eólicos en las regiones Sur y Este, entre otros proyectos eléctricos.
- Otras pequeñas medidas, como la renegociación de los contratos con la minera Barrick Gold, los casos de los parques nacionales Loma Miranda y Bahía de las Águilas, la creación de la Banca Solidaria, la ampliación del Sistema de Seguridad Social, los préstamos a microempresarios y agricultores, y las "visitas sorpresa" del presidente a comunidades rurales, impactaron positivamente su administración.

Aun con todas estas conquistas, debido al déficit fiscal dejado por el gobierno anterior (presuntamente causado por la malversación de fondos durante el período 2008-2012), el gobierno de Danilo Medina se vio forzado en el 2012 a implementar un paquete de gravámenes y aumentos de impuestos que no fue bien recibido por la población. Además, durante el 2014 e inicios de 2015 se llevaron a la luz varios casos de corrupción administrativa, que no prosperaron en las cortes debido al control que en ellas ejercía el Partido de la Liberación Dominicana.
No obstante a esto, su enorme popularidad, que de acuerdo con estudios de la encuestadora Mitofski alcanzó en el 2015 el 90% de los encuestados, permitió que en el seno de su partido se impulsara la propuesta de modificar la Constitución de 2010 para permitir la reelección presidencial consecutiva limitada a dos períodos. Esto encontró oposición inicialmente en el propio partido de gobierno; sin embargo, luego de una reunión del Comité Central del partido y de negociaciones con el presidente de esa organización, se impuso la reforma constitucional con un apoyo de 181 votos a favor y 39 en contra.

#### División en el PRD
En 2013, fruto de descontentos entre el presidente del Partido Revolucionario Dominicano (PRD) Miguel Vargas Maldonado y el expresidente de la República y excandidato de la oposición Hipólito Mejía, inicia un proceso de división interno del PRD, desvirtuando esta última como fuerza política y surgiendo como opción de cambio el Partido Revolucionario Moderno (PRM), a través del cambio de nombre, colores, insignia y lema del anterior partido Alianza Social Dominicana (ASD).
Miguel Vargas continuó presidiendo el Partido Revolucionario Dominicano (PRD), y junto a Mejía se trasfugaron al naciente PRM dirigentes como Luis Abinader, Andrés Bautista, Geanilda Vásquez, Milagros Ortiz Bosch, Rafael Suberví Bonilla, entre otros. Luego de una nueva fuga de miembros del partido en mayo de 2015, se rumoreó una posible alianza del PRD con el partido oficialista para apoyar la reelección presidencial en un "gobierno de unidad nacional", rumor que terminó por anunciarse oficialmente el 15 de junio cuando el presidente del PRD, Miguel Vargas Maldonado, declinó a su candidatura presidencial para apoyar al candidato del Partido de la Liberación Dominicana.

#### Pugnas en el PLD
El aumento de la popularidad de Danilo Medina vino acompañado por el descrédito al expresidente Leonel Fernández, presidente del Partido de la Liberación Dominicana. Una serie de escándalos y hechos rodearon a Fernández durante el gobierno de Medina, entre ellos las acusaciones de desfalco por el déficit fiscal que encontró Medina al llegar al poder, los supuestos vínculos con el narcotráfico difundidos por el antiguo narcotraficante Quirino Ernesto Paulino Castillo, y los sometimientos por corrupción de colaboradores cercanos como el senador por la provincia de San Juan, Félix Bautista, y el exministro de Obras Públicas, Víctor Díaz Rúa.
Las diferencias entre ambos líderes comenzó a ser evidente a mediados de 2014, mientras el PLD gozaba de su mejor momento como partido, con la oposición totalmente fragmentada luego de la división del PRD. El pujante crecimiento de la popularidad de Medina hacía viable y evidente un posible proyecto reeleccionista. El presidente Medina, no obstante, había insistido constantemente en los medios que no se presentaría para un segundo mandato, debido a la prohibición constitucional; mencionaba que, llegado el momento oportuno, trataría el tema de manera oficial. Sin embargo, colaboradores de Medina venían promoviendo desde finales de 2013 la posibilidad de modificar la Constitución con el objetivo de permitir la reelección presidencial. Esta situación se agravó cuando, en diciembre de 2014, el expresidente Fernández anuncia su precandidatura a la presidencia de la República. 
La insistencia dentro de grupos oficialistas hizo que, el 26 de abril de 2015, se reuniera en Juan Dolio el Comité Político del PLD para tratar el tema de la reelección presidencial. En la votación final, 20 de los 35 miembros del Comité aprobaron enviar la propuesta de una modificación a la Constitución para permitir la reelección de Danilo Medina. Tradicionalmente, las decisiones del Comité Político siempre habían sido tomadas por consenso unánime, por lo que apelar a una votación simbolizaba una polarización bastante fuerte. Los resultados de esta reunión provocaron reacciones importantes en el Congreso de diputados y senadores afines a Leonel Fernández que se oponían a la reelección de Danilo para optar por la reelección de Fernández.
El 25 de mayo de 2015, el presidente del PLD pronunció un discurso en el cual mostraba su postura de rechazo respecto a la propuesta de modificación constitucional. No obstante, tres días después se realizó una reunión entre equipos de ambos líderes, donde finalmente se pactó el apoyo a la propuesta en la Asamblea Nacional. Así, el 13 de junio de 2015, se aprobó la modificación a la Carta Magna con 181 votos a favor y 39 en contra.

### Selección de candidatos
Para un año antes de las elecciones, ya había 17 candidatos a la presidencia por 8 partidos distintos (de los cuales tan solo 4 ya habían sido oficialmente elegidos como candidatos oficiales de sus respectivos partidos). En el transcurso de los meses siguientes, este número se fue reduciendo a 8 candidatos, por medio de pactos y alianzas electorales.
El 14 de septiembre de 2014, el ingeniero Miguel Vargas juró como presidente del Partido Revolucionario Dominicano y fue proclamado como candidato presidencial de ese partido para la contienda electoral de 2016. Posteriormente, en junio de 2015, declinaría en sus aspiraciones en favor del candidato por el Partido de la Liberación Dominicana.
El 26 de abril de 2015, tras varios meses de infructuosos intentos de poner fecha a la convención, se realizaron las primarias del creciente Partido Revolucionario Moderno, resultando ganador Luis Abinader como candidato presidencial para las elecciones de 2016. El contendiente fue proclamado oficialmente en un acto masivo el 14 de junio de 2015.
El 18 de julio de 2015, posterior a varios acuerdos con el PRD y a lo interno de su propio partido, el presidente Danilo Medina fue nombrado único precandidato oficial a unanimidad por el Comité Central del Partido de la Liberación Dominicana para los comicios de mayo de 2016. El 30 de agosto de 2015, el ahora precandidato único del Partido de la Liberación Dominicana fue proclamado candidato a la presidencia.
Otros candidatos escogidos han sido Guillermo Moreno, por el partido Alianza País (ALPAIS); Pelegrín Castillo Semán, por el partido Fuerza Nacional Progresista (FNP); la diputada Minou Tavárez Mirabal, por el partido Alianza por la Democracia (APD) en coalición con Opción Democrática (OD); Soraya Aquino, por el Partido de Unidad Nacional (PUN) en coalición con el Partido Socialista Cristiano (PSC); y Juan Cohen, del Partido Nacional Voluntad Ciudadana (PNVC).
Anteriormente otros candidatos habían sido escogidos por sus respectivos partidos para competir en las elecciones presidenciales, como Federico Antún Batlle, postulado por el Partido Reformista Social Cristiano (PRSC), el senador Amable Aristy Castro, por el Partido Liberal Reformista (PLR), y Fidel Santana, por el Frente Amplio, desistiendo de sus aspiraciones para aliarse a otros bloques.

### Candidatos
| Candidato a la presidencia       | Edad    | Organización política                   | Proclamación como candidato | Candidato a la vicepresidencia |
| -------------------------------- | ------- | --------------------------------------- | --------------------------- | ------------------------------ |
| Danilo Medina Sánchez            | 73 años | Partido de la Liberación Dominicana     | 30 de agosto de 2015        | Margarita Cedeño               |
| Luis Rodolfo Abinader Corona     | 57 años | Partido Revolucionario Moderno          | 14 de junio de 2015         | Carolina Mejía                 |
| Guillermo Moreno García          | 68 años | Alianza País                            | 18 de octubre de 2015       | Mary Cantisano de Almánzar     |
| Pelegrín Horacio Castillo Semán  | 68 años | Fuerza Nacional Progresista             | 23 de noviembre de 2015     | Daysi Sepúlveda Hernández      |
| Minerva Josefina Tavárez Mirabal | 68 años | Alianza por la Democracia               | 14 de agosto de 2015        | Mario Bergés Santos            |
| Elías Wessin Chávez              | 64 años | Partido Quisqueyano Demócrata Cristiano | 30 de noviembre de 2015     | Francisco Paulino Herrera      |
| Flor Soraya Aquino Campos        | 59 años | Partido de Unidad Nacional              | 6 de diciembre de 2015      | Pedro Corporán Cabrera         |

Otros tres candidatos se presentaron: Miguel Vargas Maldonado por parte del Partido Revolucionario Dominicano, Amable Aristy Castro por el Partido Liberal Reformista y Federico Antún Batlle por el Partido Reformista Social Cristiano, mas todos declinaron a sus aspiraciones para apoyar a otros candidatos (los dos primeros a Danilo Medina, y el tercero a Luis Abinader).

### Encuestas

#### Precampaña
En estas mediciones se incluyen los precandidatos presidenciables de los primeros 6 partidos en las encuestas, previo a la selección de los candidatos oficiales. Los posibles escenarios de victoria en primera vuelta están sombreados en verde oscuro; los posibles escenarios donde se necesitara segunda vuelta están sombreados en verde claro. Aquellos casos donde la diferencia de votos no permita dirimir un ganador serán señalados en naranja.
| Fecha   | Encuestadora                        | PLD           | PLD              | PLD              | PLD                  | PRM           | PRM            | ALPAIS           | PRD           | PRSC                  | PLR           |
| Fecha   | Encuestadora                        | Danilo Medina | Leonel Fernández | Margarita Cedeño | Reinaldo Pared Pérez | Luis Abinader | Hipólito Mejía | Guillermo Moreno | Miguel Vargas | Federico Antún Batlle | Amable Aristy |
| ------- | ----------------------------------- | ------------- | ---------------- | ---------------- | -------------------- | ------------- | -------------- | ---------------- | ------------- | --------------------- | ------------- |
| 05/2014 | Penn, Schoen & Berland–Noticias SIN |               | 51%              |                  |                      |               |                |                  | 26%           |                       |               |
| 05/2014 | Penn, Schoen & Berland–Noticias SIN |               | 48%              |                  |                      |               | 42%            |                  |               |                       |               |
| 05/2014 | Penn, Schoen & Berland–Noticias SIN |               | 48%              |                  |                      | 42%           |                |                  |               |                       |               |
| 05/2014 | Penn, Schoen & Berland–Noticias SIN |               |                  |                  | 49%                  |               |                |                  | 29%           |                       |               |
| 05/2014 | Penn, Schoen & Berland–Noticias SIN |               |                  |                  | 45%                  |               | 44%            |                  |               |                       |               |
| 05/2014 | Penn, Schoen & Berland–Noticias SIN |               |                  |                  | 44%                  | 46%           |                |                  |               |                       |               |
| 09/2014 | Gallup–Hoy                          |               | 44.2%            |                  |                      | 28.4%         |                |                  | 10.3%         |                       |               |
| 09/2014 | Gallup–Hoy                          | 73.1%         |                  |                  |                      | 14.2%         |                |                  | 5.9%          |                       |               |
| 10/2014 | Greenberg–Diario Libre              |               | 31%              |                  |                      | 14%           | 17%            | 7%               | 3%            | 1%                    |               |
| 11/2014 | Penn, Schoen & Berland–Noticias SIN |               | 41%              |                  |                      |               | 36%            |                  | 6%            |                       |               |
| 11/2014 | Penn, Schoen & Berland–Noticias SIN | 70%           |                  |                  |                      |               | 23%            |                  | 3%            |                       |               |
| 11/2014 | Penn, Schoen & Berland–Noticias SIN | 74%           |                  |                  |                      | 16%           |                |                  | 6%            |                       |               |
| 11/2014 | Penn, Schoen & Berland–Noticias SIN |               |                  |                  | 36%                  |               | 36%            |                  | 9%            |                       |               |
| 02/2015 | ASISA Research                      |               | 55.9%            |                  |                      |               | 16.5%          | 1.0%             | 8.3%          | 1.6%                  |               |
| 02/2015 | ASISA Research                      |               | 53.8%            |                  |                      | 17.4%         |                | 1.2%             | 9.9%          | 1.6%                  |               |
| 02/2015 | ASISA Research                      |               |                  | 59.4%            |                      |               | 17.3%          | 1.4%             | 7.6%          | 1.9%                  |               |
| 02/2015 | ASISA Research                      |               |                  | 57.3%            |                      | 15.2%         |                | 1.4%             | 9.4%          | 1.1%                  |               |
| 02/2015 | Gallup–Hoy                          |               | 39.8%            |                  |                      |               | 17.8%          | 23.8%            | 4.7%          |                       |               |
| 02/2015 | Gallup–Hoy                          | 70.5%         |                  |                  |                      |               | 10.7%          | 10.5%            | 1.9%          |                       |               |
| 02/2015 | Gallup–Hoy                          |               | 39.0%            |                  |                      | 23.9%         |                | 18.2%            | 6.3%          |                       |               |
| 02/2015 | Gallup–Hoy                          | 69.0%         |                  |                  |                      | 13.4%         |                | 8.9%             | 3.1%          |                       |               |
| 03/2015 | Penn, Schoen & Berland–Noticias SIN |               | 35%              |                  |                      |               | 24%            | 11%              | 4%            |                       | 5%            |
| 03/2015 | Penn, Schoen & Berland–Noticias SIN | 68%           |                  |                  |                      |               | 18%            | 6%               | 3%            |                       | 2%            |
| 03/2015 | Penn, Schoen & Berland–Noticias SIN |               | 36%              |                  |                      | 21%           |                | 11%              | 6%            |                       | 5%            |
| 03/2015 | Penn, Schoen & Berland–Noticias SIN | 69%           |                  |                  |                      | 16%           |                | 5%               | 4%            |                       | 3%            |
| 03/2015 | Greenberg–Diario Libre              |               | 32%              |                  |                      |               | 24%            | 15%              | 4%            | 4%                    |               |
| 03/2015 | Greenberg–Diario Libre              | 63%           |                  |                  |                      |               | 2%             | 9%               | 2%            |                       |               |
| 03/2015 | Greenberg–Diario Libre              |               | 33%              |                  |                      | 24%           |                | 12%              | 7%            | 4%                    |               |
| 03/2015 | Greenberg–Diario Libre              | 64%           |                  |                  |                      | 16%           |                | 7%               | 3%            | 1%                    |               |
| 05/2015 | Penn, Schoen & Berland–Noticias SIN |               | 32%              |                  |                      | 34%           |                | 5%               | 5%            | 2%                    | 3%            |
| 05/2015 | Penn, Schoen & Berland–Noticias SIN |               | 36%              |                  |                      | 51%           |                |                  |               |                       |               |
| 05/2015 | Penn, Schoen & Berland–Noticias SIN | 66%           |                  |                  |                      | 22%           |                | 2%               | 3%            | 1%                    | 1%            |
| 05/2015 | Penn, Schoen & Berland–Noticias SIN | 66%           |                  |                  |                      | 29%           |                |                  |               |                       |               |
| 06/2015 | CIP                                 | 58%           |                  |                  |                      | 30%           |                | 3%               | 3%            | 1.5%                  | 4%            |
| 07/2015 | Gallup–Hoy                          | 62.6%         |                  |                  |                      | 17.4%         |                | 3.6%             |               | 1.2%                  | 0.2%          |
| 07/2015 | Gallup–Hoy                          | 64%           |                  |                  |                      | 20.1%         |                | 6.3%             |               |                       |               |
| 07/2015 | Gallup–Hoy                          | 66.4%         |                  |                  |                      | 22.7%         |                |                  |               |                       |               |
| 07/2015 | Gallup–Hoy                          | 71%           |                  |                  |                      |               |                | 15.7%            |               |                       |               |
| 07/2015 | Newlink–El Dinero                   | 54.1%         |                  |                  |                      | 37.3%         |                | 7.1%             |               |                       | 1.5%          |

#### Campaña
En estas mediciones solo se incluyen los candidatos presidenciales oficiales de los primeros 5 partidos en las encuestas, con los respectivos cambios en el transcurso del tiempo. Los posibles escenarios de victoria en primera vuelta están sombreados en verde oscuro; los posibles escenarios donde se necesitara segunda vuelta están sombreados en verde claro. Aquellos casos donde la diferencia de votos no permita dirimir un ganador serán señalados en naranja.
| Fecha   | Encuestadora                                                         | PLD                                                    | PRM                                                    | ALPAIS                                                 | APD                                                    | FNP                                                    | •Otro candidato •No Sabe •No Responde                  |
| Fecha   | Encuestadora                                                         | Danilo Medina                                          | Luis Abinader                                          | Guillermo Moreno                                       | Minou Tavárez Mirabal                                  | Pelegrín Castillo                                      | •Otro candidato •No Sabe •No Responde                  |
| ------- | -------------------------------------------------------------------- | ------------------------------------------------------ | ------------------------------------------------------ | ------------------------------------------------------ | ------------------------------------------------------ | ------------------------------------------------------ | ------------------------------------------------------ |
| 03/2013 | Alfonso, Cabrera & Asociados                                         | 90.4%                                                  | 4.2%                                                   |                                                        |                                                        |                                                        |                                                        |
| 10/2013 | Alfonso, Cabrera & Asociados                                         | 88.3%                                                  | 6.1%                                                   |                                                        |                                                        |                                                        |                                                        |
| 01/2014 | Alfonso, Cabrera & Asociados                                         | 75.4%                                                  | 9.4%                                                   |                                                        |                                                        |                                                        |                                                        |
| 09/2014 | Gallup–Hoy                                                           | 73.1%                                                  | 14.2                                                   | —                                                      | —                                                      | —                                                      | 12.7%                                                  |
| 10/2014 | Alfonso, Cabrera & Asociados                                         | 71.2%                                                  | 12.1%                                                  |                                                        |                                                        |                                                        |                                                        |
| 11/2014 | Penn, Schoen & Berland–Noticias SIN                                  | 74%                                                    | 16%                                                    | —                                                      | —                                                      | —                                                      | 10%                                                    |
| 01/2015 | Alfonso, Cabrera & Asociados                                         | 68.1%                                                  | 15.7%                                                  |                                                        |                                                        |                                                        |                                                        |
| 02/2015 | Gallup–Hoy                                                           | 69.0%                                                  | 13.4%                                                  | 8.9%                                                   | —                                                      | < 1%                                                   | ≈ 8%                                                   |
| 02/2015 | Aristy es candidato presidencial del PLR                             | Aristy es candidato presidencial del PLR               | Aristy es candidato presidencial del PLR               | Aristy es candidato presidencial del PLR               | Aristy es candidato presidencial del PLR               | Aristy es candidato presidencial del PLR               | Aristy es candidato presidencial del PLR               |
| 02/2015 | Antún es candidato presidencial del PRSC                             | Antún es candidato presidencial del PRSC               | Antún es candidato presidencial del PRSC               | Antún es candidato presidencial del PRSC               | Antún es candidato presidencial del PRSC               | Antún es candidato presidencial del PRSC               | Antún es candidato presidencial del PRSC               |
| 03/2015 | Penn, Schoen & Berland–Noticias SIN                                  | 69%                                                    | 16%                                                    | 5%                                                     | —                                                      | —                                                      | 21%                                                    |
| 03/2015 | Greenberg–Diario Libre                                               | 64%                                                    | 16%                                                    | 7%                                                     | —                                                      | —                                                      | 13%                                                    |
| 04/2015 | Abinader es candidato presidencial del PRM                           | Abinader es candidato presidencial del PRM             | Abinader es candidato presidencial del PRM             | Abinader es candidato presidencial del PRM             | Abinader es candidato presidencial del PRM             | Abinader es candidato presidencial del PRM             | Abinader es candidato presidencial del PRM             |
| 05/2015 | Penn, Schoen & Berland–Noticias SIN                                  | 66%                                                    | 22%                                                    | 2%                                                     | —                                                      | —                                                      | 9%                                                     |
| 06/2015 | CIP                                                                  | 58%                                                    | 30%                                                    | 3%                                                     | —                                                      | —                                                      | 5%                                                     |
| 06/2015 | PRD declina candidatura presidencial en favor del PLD                | PRD declina candidatura presidencial en favor del PLD  | PRD declina candidatura presidencial en favor del PLD  | PRD declina candidatura presidencial en favor del PLD  | PRD declina candidatura presidencial en favor del PLD  | PRD declina candidatura presidencial en favor del PLD  | PRD declina candidatura presidencial en favor del PLD  |
| 07/2015 | Gallup–Hoy                                                           | 62.6%                                                  | 17.4%                                                  | 3.6%                                                   | —                                                      | —                                                      | 16.2%                                                  |
| 07/2015 | Newlink–El Dinero                                                    | 54.1%                                                  | 37.3%                                                  | 7.1%                                                   | —                                                      | —                                                      | 1.5%                                                   |
| 07/2015 | Alfonso, Cabrera & Asociados                                         | 66.3%                                                  | 20.8%                                                  |                                                        |                                                        |                                                        |                                                        |
| 07/2015 | Medina es candidato presidencial del PLD                             | Medina es candidato presidencial del PLD               | Medina es candidato presidencial del PLD               | Medina es candidato presidencial del PLD               | Medina es candidato presidencial del PLD               | Medina es candidato presidencial del PLD               | Medina es candidato presidencial del PLD               |
| 10/2015 | Tavárez es candidata presidencial de APD y OD                        | Tavárez es candidata presidencial de APD y OD          | Tavárez es candidata presidencial de APD y OD          | Tavárez es candidata presidencial de APD y OD          | Tavárez es candidata presidencial de APD y OD          | Tavárez es candidata presidencial de APD y OD          | Tavárez es candidata presidencial de APD y OD          |
| 10/2015 | Moreno es candidato presidencial de ALPAÍS                           | Moreno es candidato presidencial de ALPAÍS             | Moreno es candidato presidencial de ALPAÍS             | Moreno es candidato presidencial de ALPAÍS             | Moreno es candidato presidencial de ALPAÍS             | Moreno es candidato presidencial de ALPAÍS             | Moreno es candidato presidencial de ALPAÍS             |
| 10/2015 | Urbáez, Ciprián & Asociados                                          | 53%                                                    | 35%                                                    | —                                                      | —                                                      | —                                                      | 12%                                                    |
| 10/2015 | Alfonso, Cabrera & Asociados                                         | 56.5%                                                  | 34.8%                                                  |                                                        |                                                        |                                                        |                                                        |
| 11/2015 | CIES International                                                   | 49%                                                    | 35%                                                    | 5%                                                     | —                                                      | —                                                      | 11%                                                    |
| 11/2015 | Alfonso, Cabrera & Asociados                                         | 53.5%                                                  | 39.9%                                                  |                                                        |                                                        |                                                        |                                                        |
| 11/2015 | Castillo es candidato presidencial de la FNP                         | Castillo es candidato presidencial de la FNP           | Castillo es candidato presidencial de la FNP           | Castillo es candidato presidencial de la FNP           | Castillo es candidato presidencial de la FNP           | Castillo es candidato presidencial de la FNP           | Castillo es candidato presidencial de la FNP           |
| 12/2015 | PRSC declina candidatura presidencial en favor del PRM               | PRSC declina candidatura presidencial en favor del PRM | PRSC declina candidatura presidencial en favor del PRM | PRSC declina candidatura presidencial en favor del PRM | PRSC declina candidatura presidencial en favor del PRM | PRSC declina candidatura presidencial en favor del PRM | PRSC declina candidatura presidencial en favor del PRM |
| 12/2015 | Aquino es candidata presidencial del PUN                             | Aquino es candidata presidencial del PUN               | Aquino es candidata presidencial del PUN               | Aquino es candidata presidencial del PUN               | Aquino es candidata presidencial del PUN               | Aquino es candidata presidencial del PUN               | Aquino es candidata presidencial del PUN               |
| 12/2015 | CIES International                                                   | 45%                                                    | 33%                                                    | 5%                                                     | —                                                      | 7%                                                     | 12%                                                    |
| 12/2015 | Alfonso, Cabrera & Asociados                                         | 53.1%                                                  | 40.4%                                                  |                                                        |                                                        |                                                        |                                                        |
| 01/2016 | Mark Penn–Noticias SIN                                               | 57.3%                                                  | 27.4%                                                  | 3.6%                                                   | 0.7%                                                   | —                                                      | 7.8%                                                   |
| 01/2016 | Laboratorios de Investigaciones Sociales Aplicadas (experimental)    | 44.5%                                                  | 40.8%                                                  | —                                                      | —                                                      | —                                                      | 14.7%                                                  |
| 01/2016 | ASISA Research                                                       | 54.8%                                                  | 38.6%                                                  | 3.0%                                                   | 0%                                                     | 0.3%                                                   | 2.8%                                                   |
| 01/2016 | Votia                                                                | 46.2%                                                  | 41.1%                                                  | 3.0%                                                   | 2.0%                                                   | 2.0%                                                   | 6.3%                                                   |
| 01/2016 | Alfonso, Cabrera & Asociados                                         | 52.9%                                                  | 40.7%                                                  |                                                        |                                                        |                                                        |                                                        |
| 02/2016 | Gallup–Hoy                                                           | 51.8%                                                  | 35.7%                                                  | 4.3%                                                   |                                                        | 0.1%                                                   |                                                        |
| 02/2016 | Mark Estrategia                                                      | 61.5%                                                  | 26.0%                                                  | 1.8%                                                   | —                                                      | 0.2%                                                   | 10.5%                                                  |
| 02/2016 | Greenberg–Diario Libre                                               | 55%                                                    | 34%                                                    | 2%                                                     | —                                                      | —                                                      | 8%                                                     |
| 02/2016 | Newlink–Telenoticias                                                 | 50.5%                                                  | 32.2%                                                  | 7.7%                                                   | 1.9%                                                   | —                                                      | 7.7%                                                   |
| 02/2016 | Alfonso, Cabrera & Asociados                                         | 51.2%                                                  | 42.6%                                                  | 4.2%                                                   | ¿?                                                     | 0.5%                                                   |                                                        |
| 02/2016 | Penn                                                                 | 56%                                                    | 29%                                                    |                                                        |                                                        |                                                        |                                                        |
| 03/2016 | PRL declina candidatura presidencial en favor del PLD                | PRL declina candidatura presidencial en favor del PLD  | PRL declina candidatura presidencial en favor del PLD  | PRL declina candidatura presidencial en favor del PLD  | PRL declina candidatura presidencial en favor del PLD  | PRL declina candidatura presidencial en favor del PLD  | PRL declina candidatura presidencial en favor del PLD  |
| 03/2016 | Gallup                                                               | 60.3%                                                  | 30.6%                                                  | 3.5%                                                   | 1.3%                                                   | ‹1%                                                    |                                                        |
| 03/2016 | Greenberg–Diario Libre                                               | 59%                                                    | 32%                                                    | 3%                                                     | 1%                                                     |                                                        |                                                        |
| 03/2016 | Penn                                                                 | 62%                                                    | 29%                                                    | 3%                                                     |                                                        |                                                        |                                                        |
| 03/2016 | CID                                                                  | 60%                                                    | 30%                                                    |                                                        |                                                        |                                                        |                                                        |
| 03/2016 | Newlink–Telenoticias                                                 | 55%                                                    | 28%                                                    | 9%                                                     |                                                        |                                                        |                                                        |
| 03/2016 | Zogby Analytics Archivado el 15 de abril de 2016 en Wayback Machine. | 49.1%                                                  | 44.3%                                                  | 2.7%                                                   | 0.5%                                                   | 0.4%                                                   |                                                        |
| 04/2016 | Benenson                                                             | 66%                                                    | 26%                                                    |                                                        |                                                        |                                                        |                                                        |
| 04/2016 | Cabrera & Asocs.                                                     | 50.1%                                                  | 42.9%                                                  | 4.5%                                                   | 1.2%                                                   | 0.8%                                                   |                                                        |
| 04/2016 | Gallup                                                               | 63%                                                    | 29%                                                    | 3.2%                                                   | <1%                                                    | <1%                                                    |                                                        |
| 04/2016 | CID                                                                  | 65.2%                                                  | 28.8%                                                  | 2.1%                                                   |                                                        |                                                        | 3.1%                                                   |
| 04/2016 | Debate Presidencial                                                  | Debate Presidencial                                    | Debate Presidencial                                    | Debate Presidencial                                    | Debate Presidencial                                    | Debate Presidencial                                    | Debate Presidencial                                    |
| 04/2016 | CID                                                                  | 63%                                                    | 31%                                                    |                                                        |                                                        |                                                        |                                                        |
| 04/2016 | CIT-Opinión y Mercado                                                | 49.4%                                                  | 43.1%                                                  | 3.4%                                                   | 1.0                                                    | 0.5%                                                   |                                                        |
| 04/2016 | CIES International Primera Vuelta                                    | 47.1%                                                  | 42.6%                                                  | 3.3%                                                   | 1.2%                                                   | 4.0%                                                   | 1.8%                                                   |
| 04/2016 | CIES International Segunda Vuelta                                    | 47.8%                                                  | 49.1%                                                  | N/A                                                    | N/A                                                    | N/A                                                    | 3.1%                                                   |
| 05/2016 | Newlink Archivado el 3 de junio de 2016 en Wayback Machine.          | 54%                                                    | 30.5%                                                  | 8.5%                                                   | 1%                                                     | 0%                                                     | 6%                                                     |
| 05/2016 | Penn                                                                 | 62%                                                    | 28%                                                    | 2%                                                     | 0%                                                     | 0%                                                     | 8%                                                     |
| 05/2016 | Expedition Strategies                                                | 65%                                                    | 28%                                                    |                                                        |                                                        |                                                        | 7%                                                     |
| 05/2016 | Greenberg                                                            | 60%                                                    | 37%                                                    | 1%                                                     |                                                        |                                                        | 2%                                                     |
| 05/2016 | Sigma Dos                                                            | 64.6%                                                  | 30.8%                                                  | 3.3%                                                   | 0.2%                                                   | 0.4%                                                   | 0.7%                                                   |
| 05/2016 | Zogby Primera Vuelta                                                 | 47.8%                                                  | 44.2%                                                  | 5.7%                                                   |                                                        |                                                        | 2.3%                                                   |
| 05/2016 | Zogby Segunda Vuelta                                                 | 47.8%                                                  | 49.1%                                                  | N/A                                                    | N/A                                                    | N/A                                                    | 3.1%                                                   |
| 05/2016 | Votia                                                                | 47.3%                                                  | 45.1%                                                  | 2.8%                                                   |                                                        |                                                        | 4.8%                                                   |
| 05/2016 | DataMarket                                                           | 40.1%                                                  | 43.9%                                                  | 4.5%                                                   | 3.8%                                                   | 1.6%                                                   | 6.1%                                                   |

### Debate presidencial
El 18 de abril se realizó por primera vez en la historia de la República Dominicana un debate presidencial. En este debate participaron los 7 de los 8 candidatos a la presidencia: el oficialista Danilo Medina se abstuvo de participar. Paradójicamente, el 29 de marzo de 2000 Medina había declarado que «el que rehúye al debate político no merece ser presidente».

## Elecciones congresuales y municipales

### Antecedentes
Debido a la modificación constitucional del 26 de enero de 2010, todas las autoridades elegidas en las elecciones congresuales y municipales de ese año permanecieron en sus puestos durante 2 años adicionales, de tal forma que las elecciones presidenciales coincidieran con las elecciones congresuales y municipales. Tras las elecciones congresuales y municipales del 16 de mayo de 2010, el Senado de la República quedó bajo el control casi absoluto del Partido de la Liberación Dominicana, con 31 de los 32 senadores electos; en la Cámara de Diputados, aunque con una distribución más equitativa por partidos, el PLD obtuvo una cómoda mayoría de 91 diputados que le dio, en conjunto con su control del Senado, la capacidad de pasar con facilidad cualquier proyecto de ley.
En el transcurso de este período legislativo, numerosos casos de transfugismo y divisiones de bloques afectaron al Congreso; de estos, uno de los más importantes fue el producido tras la ruptura entre el Partido Revolucionario Dominicano y el recién creado Partido Revolucionario Moderno, en el cual este último partido atrajo a sus filas 32 diputados entre mediados de 2014 y 2015. Este y otros casos terminaron por fragmentar y debilitar aún más a la oposición dentro del Congreso.
No obstante, diferencias a lo interno del Partido de la Liberación Dominicana entre los seguidores del presidente del partido, Leonel Fernández, y el presidente de la República, Danilo Medina, dificultaron las negociaciones de varios proyectos en el Congreso, como fue el caso de la modificación constitucional en 2015.
Las diferencias internas se acrecentaron a medida que se acercaban las elecciones de 2016; ambos líderes del partido llegaron a un acuerdo para repostular en sus cargos a todos los senadores, diputados, alcaldes y directores de distritos que tuvieran en sus encuestas locales más de 10% de apoyo frente a sus competidores. Esto causó el descontento de muchos dirigentes intermedios y de base, que vieron frustradas sus aspiraciones para alcanzar puestos políticos. Estas limitaciones se acrecentaron cuando, tras el acuerdo arribado entre el Partido Revolucionario Dominicano y el Partido de la Liberación Dominicano, quedaron reservadas las candidaturas a 41 diputaciones, 57 alcaldías y 82 distritos municipales. La reserva de candidaturas por ambos partidos políticos, fruto de acuerdos entre sus líderes y no por elecciones, fueron críticas por los partidos opositores como una muestra de ausencia de democracia interna, pese a que algunos de estos partidos (como es el caso del Partido Revolucionario Moderno) también hayan reservado gran parte de sus candidaturas debido a acuerdos con otros partidos.

## Irregularidades y crisis postelectoral
El proceso electoral se vio marcado por graves irregularidades, tales como la expulsión de delegados de la oposición al momento de iniciar el conteo, desaparición de urnas, quema de boletas electorales, incendios en Juntas electorales provinciales, alteración de actas electorales, y aparición de boletas de diferentes provincias en la misma urna. Se produjeron manifestaciones en Moca y disturbios en San Pedro de Macorís que se han saldado con 6 muertes.
La Unión Interamericana de Organismos Electorales informó de graves irregularidades en el montaje de las elecciones generales en República Dominicana. Las autoridades electorales decidieron anular masivamente los votos emitidos en un tercio de los colegios electorales tanto de Santo Domingo Oeste, como del Distrito Nacional.
Diversos sectores de oposición exigieron además la destitución del presidente de la Junta Central Electoral.
Varios candidatos de partidos opositores para cargos electivos en Santo Domingo Este se declararon en huelga de hambre como método de reclamo para nuevas elecciones en el municipio. El 6 de junio, tras 11 días de ayuno, los manifestante levantaron su huelga a recomendación del Colegio Médico Dominicano y marcharon hacia la sede de la Junta Central Electoral en compañía del excandidato presidencial Luis Abinader.
En el mes de julio, luego de ser evaluados los casos de irregularidades reportados, se verificó que si bien eran legítimos, estos no alteraron los cargos obtenidos por cada partido.